# Edwin D. Morgan
Edwin D. Morgan (Washington, 1811. február 8. – New York, 1883. február 14.) az Amerikai Egyesült Államok szenátora (New York, 1863–1869).